# José Silveira Godinho
José António da Silveira Godinho (16 de outubro de 1943) é um político português. Ocupou o cargo de Ministro da Administração Interna no XI Governo Constitucional

## Biografia
Licenciou-se em Finanças no Instituto Superior de Ciências Económicas e Financeiras, tendo recebido o Prémio Dinis atribuído ao aluno com a melhor média no ensino superior.

## Funções governamentais exercidas
- XI Governo Constitucional
  - Ministro da Administração Interna